# Vaureilles
Vaureilles település Franciaországban, Aveyron megyében. Lakosainak száma 489 fő (2022. január 1.). Vaureilles Anglars-Saint-Félix, Drulhe, Galgan, Lanuéjouls, Montbazens, Privezac és Roussennac községekkel határos.

## Népesség
A település népessége az elmúlt években az alábbi módon változott:
| Lakosok száma | 573  | 454  | 441  | 484  | 516  | 520  | 499  | 489  | 490  | 489  |
|               | 1968 | 1982 | 1990 | 2006 | 2013 | 2015 | 2017 | 2019 | 2020 | 2022 |